# Eckart Schütrumpf
Eckart Schütrumpf (* 3. Februar 1939 in Marburg) ist ein deutscher Klassischer Philologe, der als Professor an der University of Colorado Boulder lehrt.

## Leben
Eckart Schütrumpf studierte ab 1958 Klassische Philologie und Philosophie in Marburg und München und wurde 1966 an der Philipps-Universität Marburg mit der Dissertation Die Bedeutung des Wortes ēthos in der Poetik des Aristoteles promoviert. Ebenfalls in Marburg erfolgte 1976 seine Habilitation in Klassischer Philologie mit besonderer Berücksichtigung der antiken Philosophie mit der Arbeit Die Analyse der Polis durch Aristoteles. Nach einer Tätigkeit als Privatdozent an der Universität Marburg lehrte er von 1983 bis 1987 an der University of Cape Town in Kapstadt, Südafrika. Seit 1987 ist er Professor am „Department of Classics“ an der University of Colorado Boulder, USA.

## Forschungsschwerpunkte
Schütrumpf hat unter anderem über Themen der politischen Theorie, der Ethik, der Rhetorik und Poetik publiziert, und zwar bei Aristoteles, Xenophon, Platon, Cicero und weiteren Autoren. Er ist Herausgeber von Textfragmenten des Herakleides Pontikos. Besonders herauszuheben ist seine Leistung als Übersetzer und Kommentator der am umfangreichsten kommentierten Fassung der Politik des Aristoteles (erschienen in 4 Bänden 1991 bis 2005, zusammen mehr als 2300 Seiten).

## Schriften
- Die Analyse der Polis durch Aristoteles, Grüner, Amsterdam 1980, ISBN 90-6032-118-9
- Xenophon: Vorschläge zur Beschaffung von Geldmitteln oder über die Staatseinkünfte, eingel., hrsg. u. übers. von Eckart Schütrumpf, Wissenschaftliche Buchgesellschaft, Darmstadt 1982, ISBN 3-534-08346-6
- Aristoteles: Politik (= Aristoteles, Werke in deutscher Übersetzung. Band 9). Akademie Verlag, Berlin 1991–2005. Buch I (Band 9.1, 1991), Buch II–III (Band 9.2, 1991), Buch IV–VI (Band 9.3, zusammen mit Hans-Joachim Gehrke, 1996), Buch VII–VIII (Band 9.4, 2005).
- Praxis und Lexis: ausgewählte Schriften zur Philosophie von Handeln und Reden in der klassischen Antike, Steiner, Stuttgart 2009, ISBN 978-3-515-09147-3